# Cantiamo con Cristina
Cantiamo con Cristina è stato un programma televisivo musicale per bambini andato in onda su Italia 1 dall'8 novembre 1992 fino al 10 gennaio 1993 dalle ore 20:00 alle 20:30, condotto da Cristina D'Avena e Guido Cavalleri.
Ogni domenica, per dieci settimane presso gli studi di A.S.A. Television, la trasmissione vedeva i bambini protagonisti del karaoke, esibendosi nelle sigle dei cartoni animati più famose del periodo e partecipando a vari giochi.
In ogni puntata si affrontavano due squadre: quella dei maschi, capitanata dalla D'Avena, e quella delle femmine capitanata da Guido Cavalleri durante le quali i concorrenti potevano acquisire un punteggio, oltre a quello dell'applausometro, che avrebbe decretato il vincitore finale. Infine Cristina D'Avena, oltre a cantare la sigla del programma, si esibiva in una canzone del suo repertorio.
A partire dall'estate del 1992 venne pubblicata una collana di videocassette omonima della Video 5 che contenevano le basi karaoke delle sigle cantate in trasmissione, e in più degli sketch di Cristina D'Avena assieme al pupazzo Cirillo (doppiato da Pietro Ubaldi e realizzato dal Gruppo 80).